# Thornwood Common
Thornwood Common är en by i Essex i England. Byn ligger 24,2 km från Chelmsford. Orten har 1 000 invånare (2015).